# Октар, Аднан
Аднан Октар (тур. Adnan Oktar, широко известен под псевдонимом Харун Яхья, тур. Harun Yahya; 2 февраля 1956, Анкара) — турецкий лидер секты, писатель псевдонаучного направления, актер, исламский креационист.
Арестован в 2018 году по многочисленным обвинениям — создание преступной группировки, сексуальное насилие, похищение детей и другим. В январе 2021 года по выдвинутым обвинениям был осуждён на 1075 лет тюрьмы. В 2022 году Октара признали виновным в похищении людей, насилии и домогательствах и приговорили к 8658 годам лишения свободы.

## Биография
Родился в 1956 году в Анкаре, где жил до окончания лицея. В 1979 году он поступает в Университет имени Мимара Синана в Стамбуле на факультет изящных искусств. Там же, в университете, в 1982 году формируется первая группа его сторонников, которая состояла из 20-30 человек.
В 1986 году издал книгу «Жизнь и эволюция». В этом же году была опубликована книга «Иудаизм и масонство», основанная на конспирологических гипотезах. Активная деятельность по отрицанию теории Дарвина и идей материализма и социал-дарвинизма, а также открыто высказывавшиеся Аднаном Октаром призывы прекратить безальтернативное преподавание в школах теории эволюции и происхождения человека от обезьяны вызывала все нараставшее недовольство светских властей Турции. В 1986 году в репортаже журналистке газеты «Бульвар» Назлы Ылыджак Аднан Октар сказал «Я турок и нация моя — Ислам».

Является известным в исламском мире публицистом, часто его также цитируют и христианские креационистские ресурсы. Он имеет собственный издательский дом «Global» со штаб-квартирой в Стамбуле.
До своего ареста в 2018 году вел активную деятельность, давая репортажи на турецких телевизионных и радиоканалах. Вел ежедневную аналитическую программу на канале A9.

## Проблемы с законом
Был арестован в 1986 по статье 163 УК Турции «попытка использования религии или религиозных чувств, а также религиозных святынь с целью частичного изменения социального, экономического или политического строя светского государства, а также пропаганда или внушение религиозных идей карается тюремным заключением сроком от пяти до десяти лет» и обвинён в подготовке теократической революции. Он был помещён в тюремную клинику, где ему были поставлены диагнозы ананкастное расстройство личности и шизофрения. Лишь после многократных требований адвокатов и правозащитников суд вынес решение об отсутствии состава преступления, отсутствии каких-либо запрещенных идей в словах обвиняемого, и Аднан Октар был оправдан и освобождён из под стражи. Позднее, в Военно-медицинской академии Гюльхане, было выдано свидетельство о полном психическом здоровье Аднана Октара.
9 июля 2018 года в ходе полицейской операции проводившейся в пяти провинциях Турции отделом по борьбе с финансовыми преступлениями управления полиции Стамбула, после погони на вертолёте, когда, как отметил главный прокурор Стамбула, Октара «поймали, когда он пытался скрыться», как и его 235 сторонников, то все были арестованы по обвинению в создании организованной преступной группировки, сексуальных домогательствах, сексуальных связях и сексуальном насилии над детьми и несовершеннолетними, изнасилованиях, похищении детей, нарушении неприкосновенности частной жизни, незаконном лишении людей свободы, шантаже, политическом и военном шпионаже, отмывании имущественных ценностей, подделке документов, незаконном хранении персональных данных других лиц, взяточничестве, мошенничестве путём корыстного использования религиозных чувств и убеждений, нарушении закона о борьбе с терроризмом, лжесвидетельстве, клевете, угрозах и оскорблениях. Сам Октар на выходе из государственной больницы Хасеки в Стамбуле, где он проходил медицинское освидетельствование, разговора с журналистами заявил, что задержание произошло из-за «заговора британского глубинного государства». В свою очередь Русская служба Би-би-си полагает, что дело Октара не является политическим, поскольку на протяжении последних десяти лет он усиленно выступал в поддержку турецкого президента Реджепа Эрдогана, хотя по мнению обозревателя Турецкой службы Би-би-си Эниса Сенердема, новая версия ислама придуманная Октаром, странное поведение и его экстравагантный образ жизни переполнили чашу терпения граждан с консервативными взглядами, которые являются главной опорой Эрдогана.
В январе 2021 года по выдвинутым обвинениям был осуждён на 1075 лет тюрьмы. Часть арестованных вместе с ним сторонников также была осуждена на сроки до 12 лет тюрьмы.

## Книги и идеи
Харун Яхья является автором около 300 книг, переведённых на 76 языков мира, большого количества статей по креационизму, по политической и религиозной проблематике. Наиболее известные книги — «Крах теории эволюции», «Атлас Происхождения Жизни» в 4-х томах, «Беды, принесенные человечеству дарвинизмом», «Социал-дарвинизм», «Чудо сотворения человека», «Теория эволюции — величайшая фальсификация в истории», «Великолепие в небесах», «Для людей размышляющих», «Погибшие народы», «Сотворение Вселенной», «Чудо Корана», «Ответы их Корана об Исламе», «Смерть. Конец Света. Ад», «Иисус вернется» и др.
В своих публикациях Октар продвигает 4 основные темы: теории заговора, национализм/неоосманизм, креационизм и апокалиптизм/махдизм.
В 1996 году Харун Яхья опубликовал книгу, озаглавленную тур. Soykırım Yalanı («Ложь о геноциде», в английском переводе — The Holocaust Deception, «Обман Холокоста») Публикация Soykırım Yalanı вызвала споры.. Эта книга утверждает, что «то, что представляют как Холокост, является смертью некоторых евреев из-за эпидемий тифа во время войны и голода к концу войны, вызванных поражением немцев».. Институт Стефана Рота в ежегодном обзоре антисемитизма в мире отнёс Октара к отрицателям Холокоста. Впоследствии автор отказался от изложенного в книге.

### Креационизм
В 1990 году Аднан Октар возглавил организацию «Фонд научных исследований» (тур. Bilim Araştırma Vakfı, BAV). В начале 1998 года BAV начало свою первую кампанию против теории эволюции и дарвинизма. Тысячи бесплатных копий книги Октара Обман эволюции и буклетов на основе этой книги были распространены по всей Турции Аднан Октар регулярно публикует объявления против эволюции в ежедневной турецкой газете и даже публиковал объявление в американском журнале TIME. Начиная с 1998 года BAV возглавляет нападки на турецких учёных, преподающих теорию эволюции. По словам учёных, они подвергались преследованиям и угрозам, а также были оклеветаны в листовках. В 1999 году шесть оклеветанных профессоров выиграли в суде гражданское дело против BAV.
В 2005 году профессор Юмит Сайин, подводя итог кампании BAV, заявил: «В 1998 году я смог мотивировать шестерых членов Турецкой Академии наук выступить против креационистского движения. Сегодня невозможно мотивировать никого. Они боятся, что будут атакованы радикальными исламистами и BAV» (англ. In 1998, I was able to motivate six members of the Turkish Academy of Sciences to speak out against the creationist movement. Today, it's impossible to motivate anyone. They're afraid they'll be attacked by the radical Islamists and the BAV.).
В 2008 году Аднан Октар предложил 10 млн. турецких лир любому, кто найдет ископаемое переходное звено, демонстрирующее эволюцию. Комментируя это предложение, профессор биологии Калифорнийского университета в Беркли Кевин Падиан заявил, что Октар

…не имеет ни малейшего понятия о том, что нам известно об изменениях, происходящих с течением времени. Если он видит ископаемого краба, то говорит: «этот краб выглядит как обычный, никакой эволюции нет»Оригинальный текст (англ.)…does not have any sense of what we know about how things change through time. If he sees a fossil crab, he says, 'It looks just like a regular crab, there's no evolution
.

## Критика
Высказывания Харуна Яхьи о теории эволюции и характер его аргументации часто подвергаются научной критике.
Ряд исламских учёных также не разделяет взглядов Х. Яхьи. Так, Далиль Бубакёр, президент Союза мусульман Франции, комментируя книги Харуна Яхьи, отметил, что «эволюция — это научный факт», и «теория эволюции не противоречит Корану»: «Он пытается показать, что виды остаются неизменными, и в качестве подтверждений приводит фотографии, но при этом он не может объяснить исчезновения одних видов и возникновения других».
Социолог Малек Шебель также сказал в интервью газете Le Monde в феврале 2007 года, что «ислам никогда не боялся науки… Исламу незачем бояться дарвинизма… Ислам не боится истории эволюции и мутаций рода человеческого».
РИА Новости в июле 2018 года указывало, что ранее турецкие СМИ отмечали, что «Октар является лидером псевдоисламской секты, где практикуются сексуальное рабство и групповой секс» В свою очередь Русская служба Би-би-си отмечала, что корреспондент Турецкой службы Би-би-си Ирем Кокер сообщила, что ещё в 1990-х годах Октар основал собственную псевдоисламскую секту, где, по словам её бывших членов, там проводятся оргии, юных девушек и женщин вынуждают заниматься сексом, а также, что часто подобные вещи записывались на видеокамеру и затем использовались для вымогательств и шантажа. Кроме того она указывает, что «публика привыкла видеть его всегда в окружении как минимум пяти, а иногда и 10-20 девушек с декольте и вызывающим макияжем, которых он называл „мои котятки“. Октар живёт на шикарной вилле, члены его секты — куда в основном рекрутируют миловидных юношей и девушек из богатых семей — живут по 3-4 человека в роскошных квартирах. Некоторые из них не работают, а всё время посвящают написанию книг об учении Октара (в основном построенного на отрицании теории эволюции Дарвина) и съёмке видеороликов для привлечения новых последователей.».